# The Edge (pel·lícula)
 The Edge és una pel·lícula estatunidenca de Lee Tamahori, estrenada el 1997.

## Argument
El multimilionari Charles Morse, home d'edat molt cultivat, creu que la seva seductora esposa top model, Mickey, manté una relació amb el seu fotògraf Bob. L'amant de la jove troba l'ocasió de desfer-se del marit que molesta en una expedició al gran Nord on el fotògraf ha de realitzar una sèrie de fotos. Són quatre passatgers: Bob, Steven, Charles i el pilot. Mentre sobrevolen els relleus gelats d'Alaska, el seu avió xoca amb una bandada d'oques salvatges.
El pilot mort, els tres homes s'han d'espavilar sols en una naturalesa inhospitalària. Quan un aterridor Ós de Kodiak es posa a empaitar-los sense descans, comença una lluita acarnissada dels fugitius per a la seva supervivència. Steven mor sota les urpes de l'animal i Charles i Bob no tenen altra tria que cooperar per salvar la vida, malgrat l'enemistat que es tenen.

## Repartiment
- Anthony Hopkins: Charles Morse
- Alec Baldwin: Robert Green
- Elle Macpherson: Mickey Morse
- Harold Perrineau: Stephen
- L.Q. Jones: Styles
- Kathleen Wilhoite: Ginny
- David Lindstedt: James
- Mark Kiely: el mecànic
- Larry Musser: el pilot
- Gordon Tootoosis: Jack Hawk